# Faouzia Fouad
Ne doit pas être confondu avec Faouzia Latifa Fouad.
Titre
Reine d'Iran
16 septembre 1941 – 17 novembre 1948
(7 ans, 2 mois et 1 jour)
Faouzia Fouad, Faouzia d'Égypte ou Faouzia Chirine (en arabe فوزية بنت الملك فؤاد ; en persan فوزیه فؤاد), née le 5 novembre 1921 au Palais Ras al-Tine à Alexandrie et morte le 2 juillet 2013 dans la même ville, est une princesse égyptienne, fille du roi Fouad Ier et de Nazli Sabri, sœur du roi Farouk, et petite-fille d'Ismaïl le Magnifique, ainsi que la première épouse du shah Mohammad Reza Pahlavi et à ce titre reine d'Iran de 1941 à 1948.
De cette union naquit une fille, Shahnaz Pahlavi. Elle quitta la cour iranienne sans sa fille et rentra en Égypte en 1945 où son divorce conclu la même année fut reconnu officiellement en 1948 en Iran. Elle se remaria ensuite au colonel Ismaïl Chirine (en), ancien ministre de la Guerre et de la Marine, avec qui elle a une fille, Nadia, et un fils, Hussein. Après la révolution égyptienne de 1952, elle resta vivre en Égypte.
Elle possède des origines turques, grecques, albanaises, circassiennes et françaises.

## Biographie

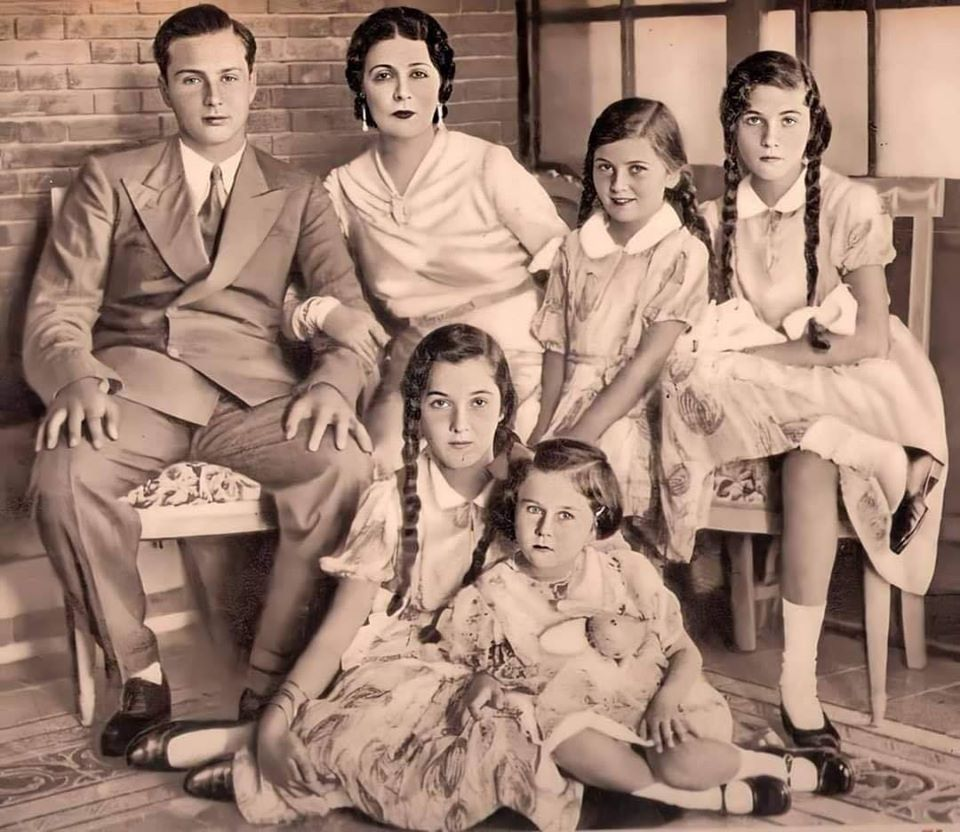
Faouzia avec ses sœurs, son frère et sa mère, 1938.

La princesse Faouzia est née « Son Altesse Sultanique, la princesse Faouzia bint Fuad » au palais de Ras el-Tin, à Alexandrie, fille aînée du sultan Fouad Ier d'Égypte et du Soudan (plus tard, le roi Fouad Ier), et de sa deuxième épouse, Nazli Sabri, le 5 novembre 1921.
L'arrière-grand-père maternel de la princesse Faouzia était le major-général Mohammad Charif Pacha, Premier ministre et ministre des Affaires étrangères égyptien d'origine turque. Son grand-père paternel Ismaïl Pacha était également ottoman. L'un de ses arrière-arrière-grands-pères maternels était Soliman Pacha (Süleyman Paşa ou Soliman Al Fransawi Pasha) né Joseph Seve, un officier de l'armée française qui servit notamment sous Napoléon, se convertit à l'islam quand il fut passé par la suite au service de l'Égypte de Méhémet Ali et supervisa une révision de l'armée égyptienne, qui eut quatre enfants de son épouse grecque,,. Outre ses origines ottomanes et françaises, elle possédait des racines albanaises en tant que membre de la dynastie de Méhémet Ali, et circassiennes,,.

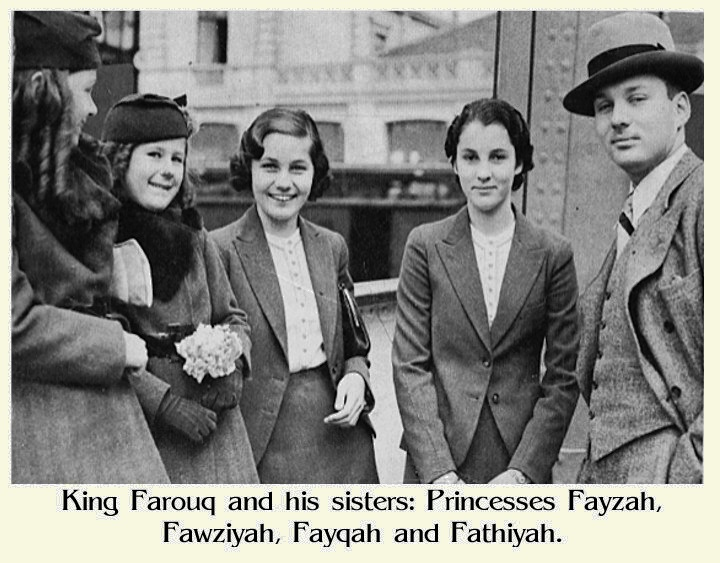
Faouzia, Farouk et leurs sœurs, avant 1939.

En plus de ses sœurs, Faiza, Faika et Fathia, et son frère Farouk, elle avait un demi-frère et une demi-sœur, Fawkia Fouad, issus du mariage précédent de son père à la princesse Shwikar Khanum Effendi.
La princesse Faouzia a été éduquée en Suisse et maîtrisait l'anglais et le français en plus de son arabe natal.
Sa beauté était souvent comparée à celle des stars de cinéma Hedy Lamarr et Vivien Leigh, ce qui la désignait comme « l'une des plus belles femmes du monde ».

### Mariages

#### Premier mariage et reine d'Iran

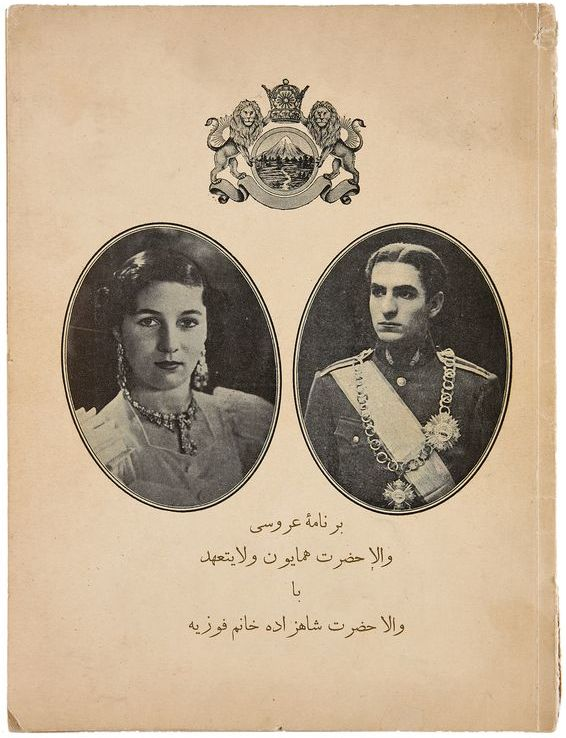
Programme du mariage de Mohammad Reza Shah et la princesse Faouzia, en 1939.

Le mariage de la princesse Faouzia avec le prince héritier de l'Iran, Mohammad Reza Pahlavi, fut planifié par le père de ce dernier, Rezā Shāh. Le mariage était significatif dans le fait qu'il unissait une princesse royale sunnite à un prince héritier chiite, soit « deux grandes terres musulmanes » et permettait d'asseoir la récente dynastie pahlavie au sein d'une famille royale plus ancienne, lui conférant à elle seule une légitimité aristocratique.

La princesse Faouzia d'Égypte et Mohammad Reza Pahlavi se fiancèrent en mai 1938. Cependant, ils s'étaient peu vus avant leur mariage. Ils se sont mariés au palais d'Abedin au Caire le 15 mars 1939. Le mariage fut fastueux : les invités reçurent des bonbonnières en or et pierres précieuses, les chars fleuris défilaient le long des grandes avenues de la capitale et des feux d'artifice illuminaient le Nil. Quand ils retournèrent en Iran, la cérémonie de mariage fut répétée au palais de Marbre, à Téhéran, qui était aussi leur future résidence.

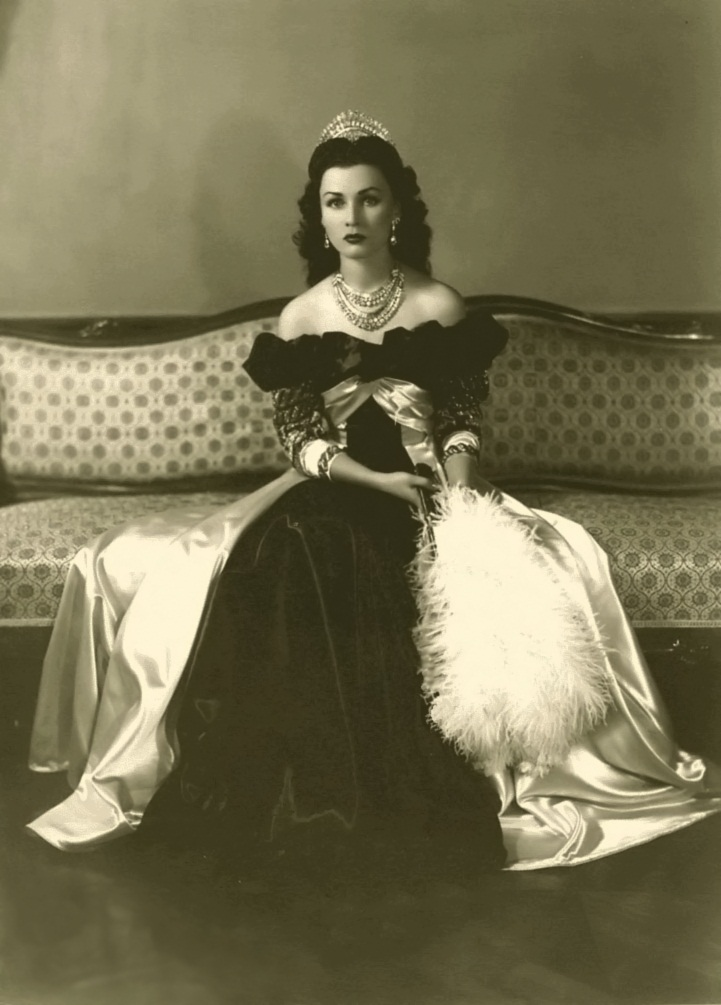
Photographie de Cecil Beaton.

Après le mariage, la princesse a obtenu la nationalité iranienne. Deux ans plus tard, le prince héritier succéda à son père exilé et devint le Shah de l'Iran et Faouzia devint reine consort (Maleke).
Peu de temps après l'ascension de son mari au trône, la reine Faouzia est apparue sur la couverture du magazine Life du 21 septembre 1942, photographiée par Cecil Beaton, qui l'a décrite comme la « Vénus asiatique » avec « un visage en forme de cœur parfait et des yeux bleus étrangement pâles mais perçants ». Elle a dirigé l'Association pour la protection des femmes enceintes et des enfants (APPWC) qui venait d'être créée en Iran.

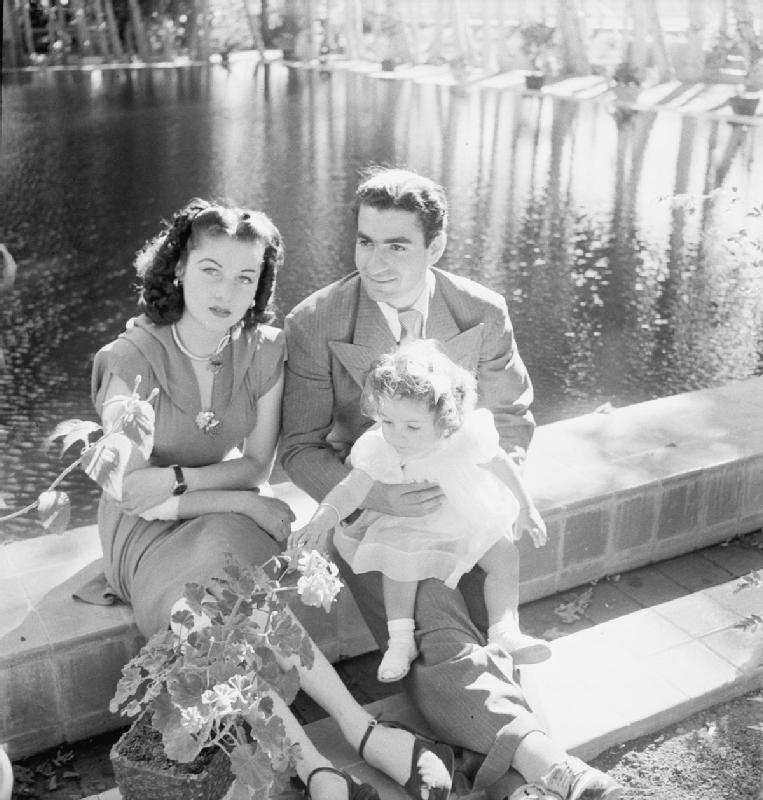
Le jeune couple impérial à Téhéran avec leur fille Shahnaz photographié par Cecil Beaton.

Avec Mohammad Reza Shah Pahlavi, elle eut un enfant, une fille : SAI la princesse Shahnaz Pahlavi (née le 27 octobre 1940).
Le mariage n'a pas été un succès. Des rumeurs sur le malheur conjugal de Faouzia sont parvenues au Caire et un membre de la cour égyptienne a été envoyé à Téhéran où il a découvert que la reine était négligée et malade. La reine Faouzia (le titre d'impératrice n'était pas encore utilisé en Iran à cette époque) retourna au Caire en mai 1945 et obtint rapidement un divorce égyptien qui aurait été exigé par son frère Farouk. Les raisons de son retour varient selon les sources : officiellement pour des problèmes de santé mais il est évoqué de mauvaises relations avec son mari ou la famille de ce dernier ou encore le mal du pays vis-à-vis d'un Téhéran peu développé par rapport à la grande ville éduquée qu'était Alexandrie. Dans son livre, Ashraf Pahlavi, la sœur jumelle du Shah, soutient que c'était la princesse et pas le Shah qui avait demandé le divorce.
Ce divorce n'a d'abord pas été reconnu durant plusieurs années par l'Iran jusqu'à sa reconnaissance officielle le 17 novembre 1948 - la reine Faouzia retrouvant sa précédente distinction de princesse d'Égypte. Une condition majeure du divorce était que sa fille soit laissée pour être élevée en Iran. Dans l'annonce officielle du divorce, il a été déclaré que « le climat perse avait mis en danger la santé de l'impératrice Faouzia, et il était donc convenu que la sœur du roi égyptien soit divorcée ». Dans une autre déclaration officielle, le Shah a déclaré que la dissolution du mariage « ne peut affecter par aucun moyen les relations amicales existantes entre l'Égypte et l'Iran ». Après son divorce, la princesse Faouzia a dirigé la cour égyptienne.
Par ailleurs, le frère de la reine Faouzia, le roi Farouk, a également divorcé de sa première femme, la reine Farida, après l'avoir répudiée, en novembre 1948, soit en même temps que sa sœur.

#### Second mariage

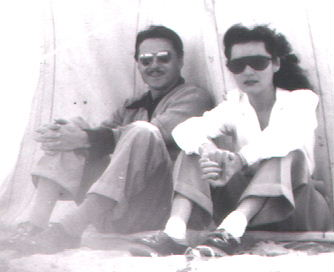
Faouzia et Ismaïl Chirine.

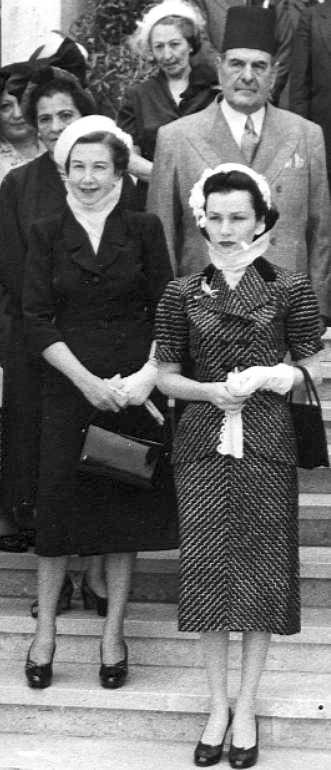
Faouzia, de nouveau en Égypte après 1945.

Le 28 mars 1949, au palais Koubbeh au Caire, la princesse Faouzia a épousé le colonel Ismail Chirine (ou Shirin) (1919-1994), qui était le fils aîné d'Hussein Chirine Bey et sa femme, la princesse Amina Bihruz Khanum Effendi. Il était également cousin de Fatima Chirine, première épouse du prince Jean d'Orléans-Bragance. Il était diplômé du Trinity College à Cambridge, et fut ministre de la Guerre et de la marine de l'Égypte.
Après le mariage, ils vécurent dans un domaine appartenant à la princesse à Maadi, au Caire. Ils résidèrent également dans une villa à Smouha, Alexandrie.
Ils eurent deux enfants, une fille et un fils :
- Nadia Chirine (19 décembre 1950, Le Caire - octobre 2009). Elle a épousé en premières noces (et divorcé) Yusuf Shabaan, un acteur égyptien, et en deuxièmes noces Mustafa Rashid. Elle avait deux filles, une avec son premier mari, et une autre avec son deuxième mari :
  - Sinai Shabaan (née en octobre 1973),
  - Faouzia Rashid ;
- Hussein Chirine (1955, à Gizeh - 2016).

### Vie après 1952
Faouzia continua à vivre en Égypte après la révolution de 1952 qui renversa le roi Farouk, alors que le reste de ses proches s'était exilé.
La mort de la princesse Faouzia a été signalée par erreur en janvier 2005 ; les journalistes l'avaient confondue avec sa nièce, la princesse Faouzia Farouk (1940-2005), l'une des trois filles de son frère, le roi Farouk.
La princesse Faouzia Chirine vivait à Alexandrie, en Égypte, où elle est décédée le 2 juillet 2013 à l'âge de 91 ans. La cérémonie funèbre eut lieu après les prières de midi à la mosquée Nafisa al-Sayyida au Caire le 3 juillet. Elle est enterrée au Caire à côté de son second mari.

## Galerie

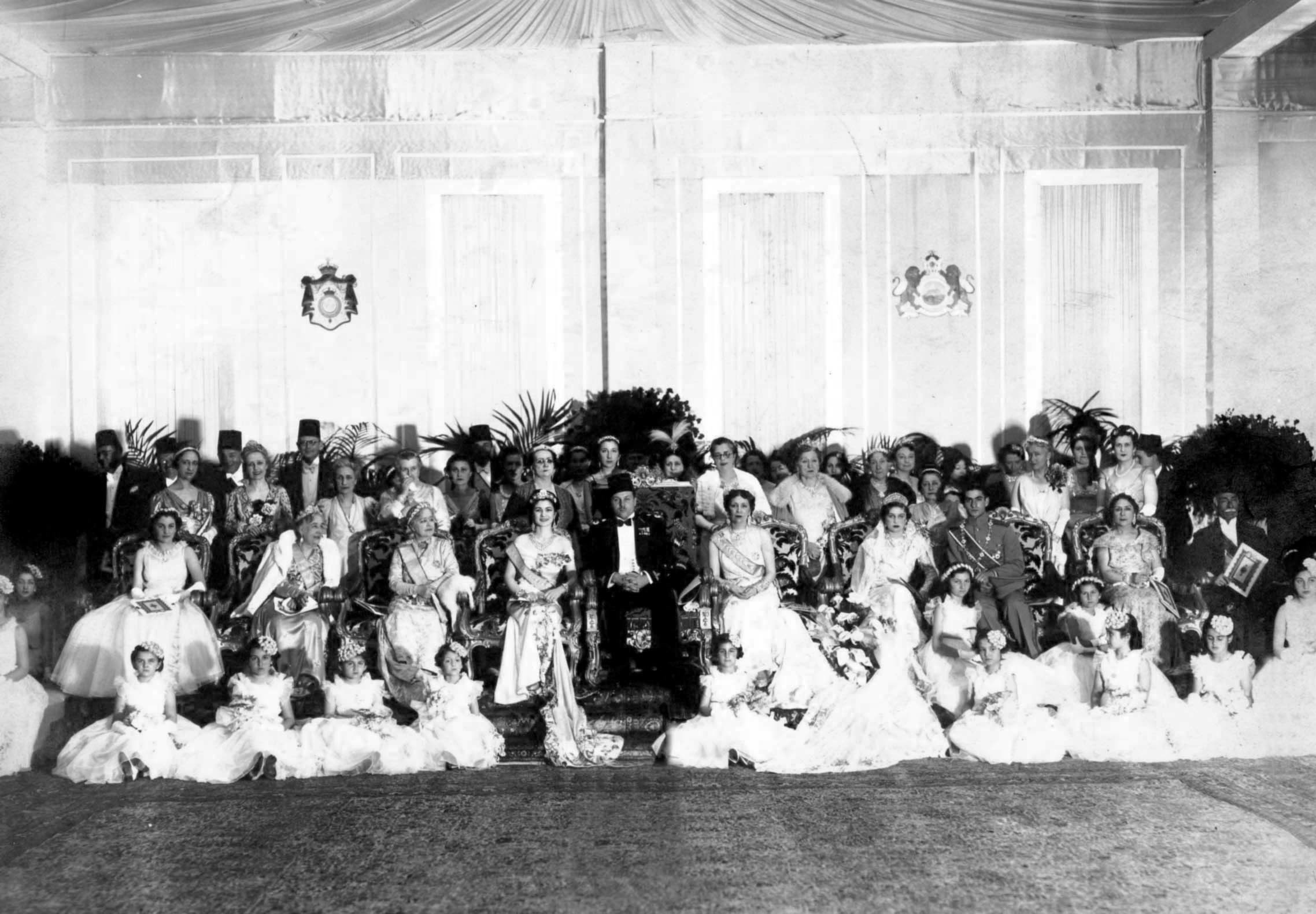
Photographie de la cour à l'occasion du mariage de Faouzia Fouad et de Mohammad Reza en Égypte.
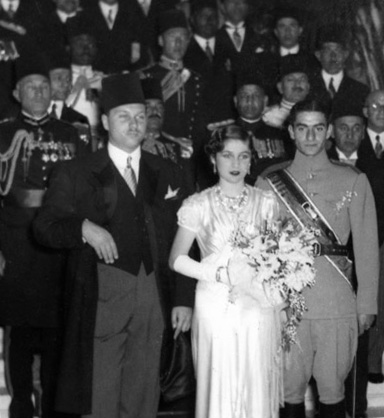
Mariage de Faouzia bint Fouad et de Mohammad Reza Pahlavi, 1939.
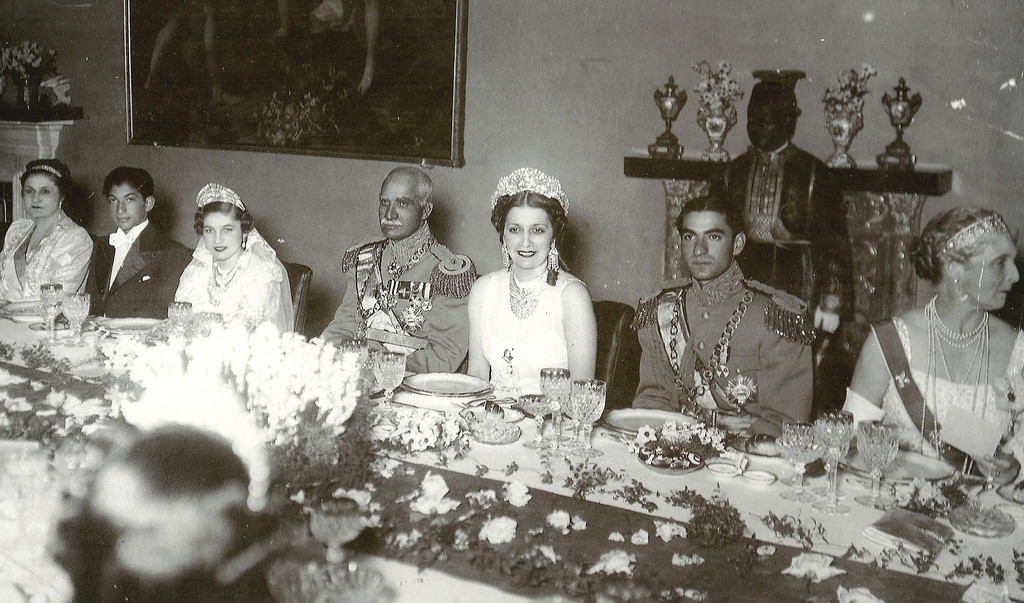
Faouzia Fouad, avec Reza Chah, Nazli Sabri et Mohammad Reza Pahlavi.
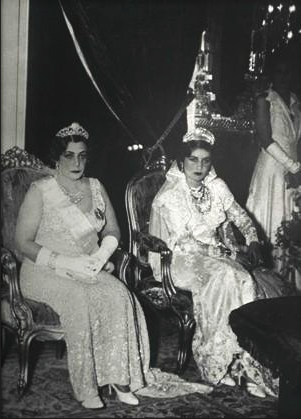
Tadj ol-Molouk et Faouzia Fouad.
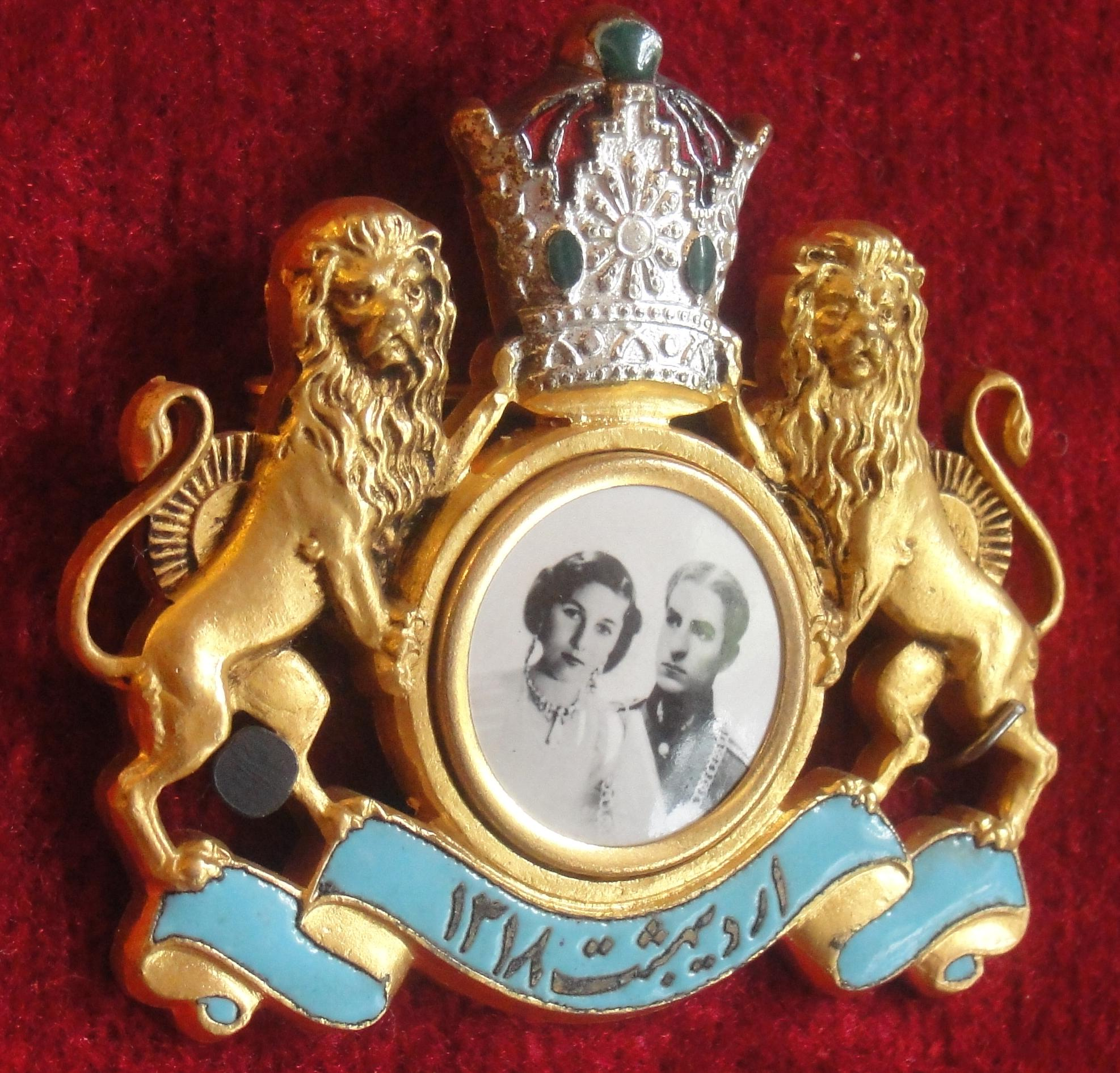
Médaillon commémoratif du mariage du prince et de la princesse, 1939.
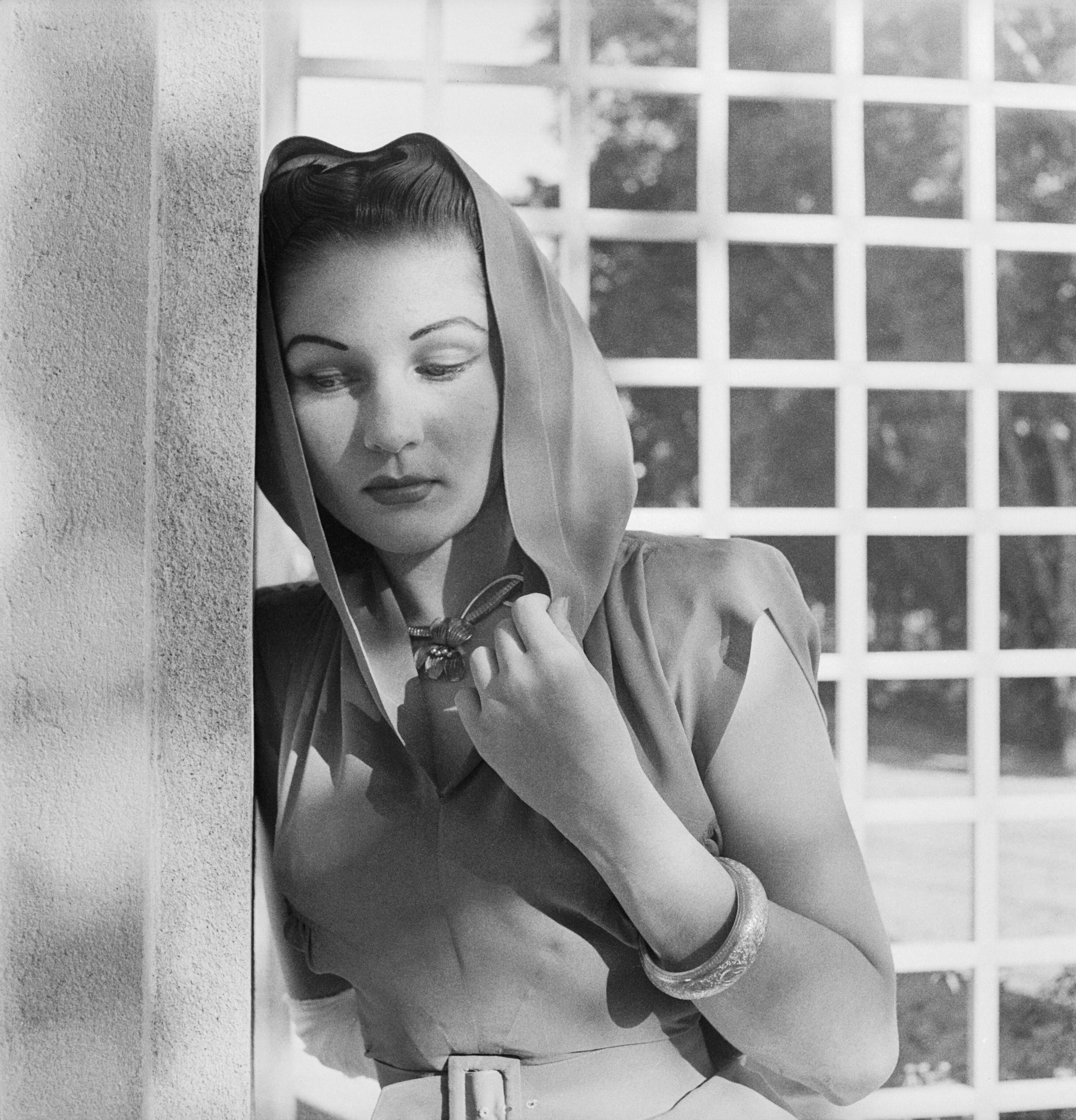
Faouzia Fouad en 1942.
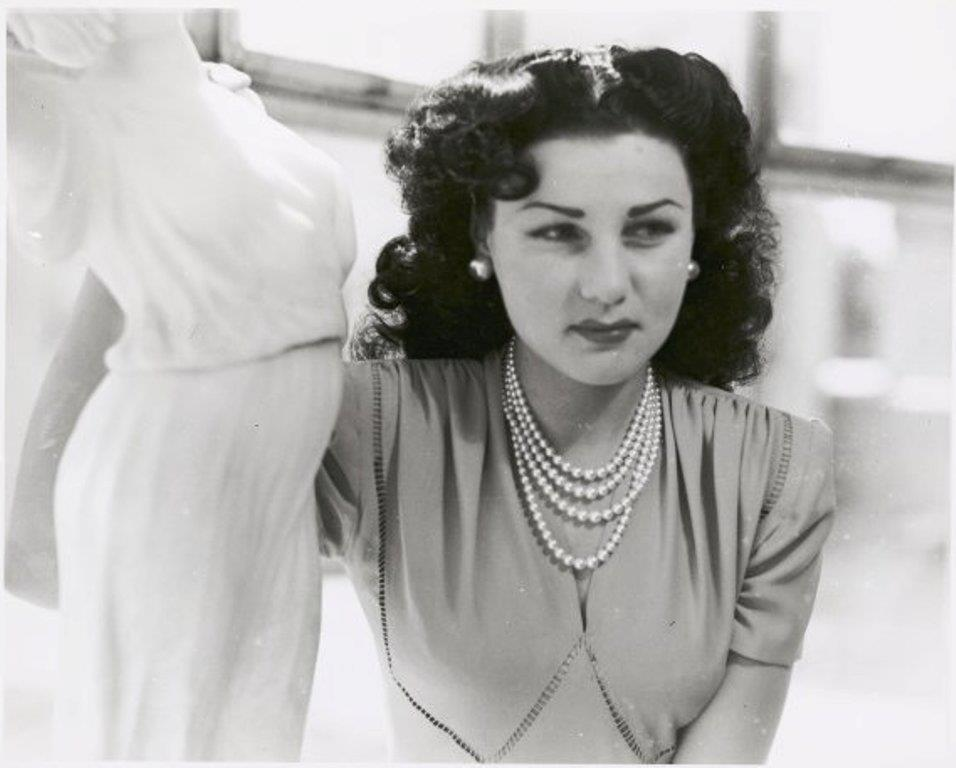
Faouzia Fouad vers 1943.
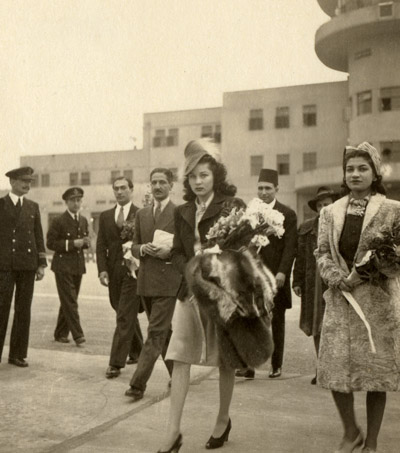
Faouzia Fouad et Ashraf Pahlavi.